# 溪口国家森林公园
溪口国家森林公园是中華人民共和國浙江省寧波市奉化區溪口鎮的一個國家森林公園，距離奉化城區22公里，公園面積200公頃，境內最高海拔468米。公園始建於1991年11月，1997年4月被中華人民共和國林業部評為國家級森林公園。